# وست میدلندز کانابیشن
وست میدلندز کانابیشن (به انگلیسی: West Midlands conurbation) یک منطقهٔ مسکونی در بریتانیا است که در انگلستان واقع شده‌است. وست میدلندز کانابیشن ۲٬۴۴۰٬۹۸۶ نفر جمعیت دارد.